# Teodora Porfirogenita
Teodora Porfirogenita (in greco medievale: Θεοδώρα, Theodōra) (Costantinopoli, 984 – Costantinopoli, 31 agosto 1056), figlia del basileus Costantino VIII, fu basilissa dei Romei (imperatrice d'Oriente), a pieno titolo, dall'11 gennaio 1055 fino alla sua morte.
Fu una delle quattro donne imperatrici regnanti di Bisanzio (con Irene, la sorella Zoe ed Eudocia) e fu l'ultima sovrana della dinastia dei Macedoni, che aveva governato l'Impero bizantino per 189 anni, considerati gli anni d'oro.

## Biografia

### Gioventù
Teodora era la più giovane figlia dell'imperatore bizantino Costantino VIII e di sua moglie Elena, figlia di Alipio. Come principessa imperiale, nel 996 fu considerata possibile sposa per Ottone III, imperatore del Sacro Romano Impero; in ogni caso, fu trascurata in favore di sua sorella Zoe (scelta anche per la sua straordinaria bellezza) e le nozze non si verificarono poiché Ottone III morì poco prima.
Da questo momento, Teodora trascorse una vita di oscurità nel gineceo imperiale; le sue sorti cambiarono quando, alla morte dello zio, Basilio II, e poi del padre, Costantino VIII, entrambi senza figli maschi, fu proiettata al centro della politica imperiale. In punto di morte Costantino VIII dispose che Teodora, intelligente, in possesso di un forte e austero carattere e di discrete capacità amministrative, contraesse matrimonio con l'erede designato Romano III Argiro.
La principessa, tuttavia, rifiutò, obiettando che Romano era già sposato (la moglie di questi fu costretta a divenire suora per consentire a Romano di sposarsi con una figlia della famiglia imperiale) e che vi fossero impedimenti insormontabili alle nozze a causa della consanguineità (in effetti, Teodora era terza cugina di Romano). In conseguenza al rifiuto di Teodora, Costantino VIII scelse, quale erede, Zoe, che sposò Romano il giorno seguente.

### Esilio in convento

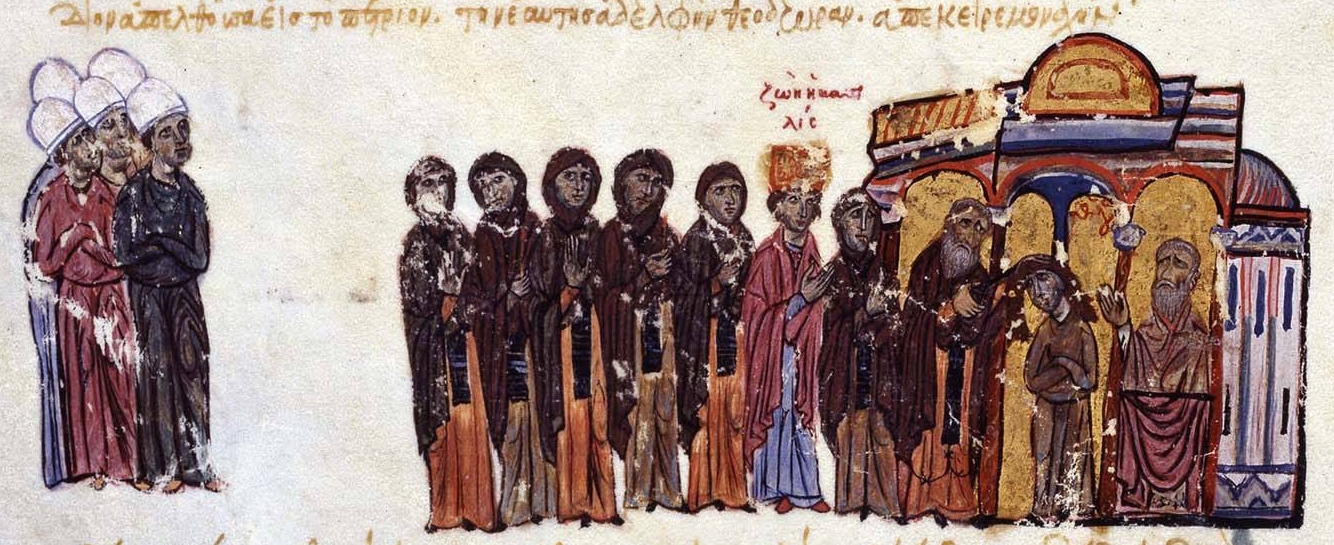
L'imperatrice Zoe obbliga la sorella minore Teodora a prendere gli ordini monacali.

Dopo il matrimonio e l'incoronazione di Zoe, Teodora prudentemente si ritirò di nuovo nel gineceo, dedicandosi alle sue consuete abitudini religiose quotidiane. Zoe, tuttavia, non avendo mai perdonato Teodora per essere stata la prima scelta del padre e temendone il prestigio, convinse il marito a nominare uno dei suoi uomini come capo della servitù della sorella, con l'ordine di spiarla.
Teodora fu accusata di aver complottato per usurpare il trono con Presian di Bulgaria: Presian fu accecato ed esiliato in un monastero mentre Teodora fu sottoposta a sorveglianza ancor più rigida. Nel 1031 Teodora fu accusata di aver appoggiato la congiura dell'arconte di Sirmio Costantino Diogene e fu confinata nel monastero di Petrion.
Non contenta di ciò, Zoe, a seguito di una visita alla sorella al monastero, le impose di prendere gli ordini sacri: Teodora rimase reclusa a Petrion per i successivi tredici anni mentre Zoe continuava a regnare insieme ai suoi mariti, Romano III e, dopo la sua morte, Michele IV.

### Il governo congiunto con Zoe
Alla morte di Michele IV nel dicembre del 1041, Zoe adottò il nipote del marito, Michele Calafato, quale suo successore. Il nuovo sovrano, benché avesse promesso di rispettare la co-reggenza con Zoe, ben presto decise di sbarazzarsi di lei facendola relegare in un monastero alle Isole dei Principi con la falsa accusa di tentato regicidio.
Il trattamento riservato all'anziana imperatrice generò una rivolta tra la popolazione della Capitale che costrinse Michele V Calafato a richiamare nuovamente Zoe e a mostrarla alla folla insieme a lui davanti al popolo: il tentativo di placare la folla non ebbe successo ed il basileus fu costretto a barricarsi nel Gran Palazzo.
Una fazione dei cortigiani allora decise che la soluzione più opportuna sarebbe stata un governo congiunto di entrambe le Porfirogenite e pertanto il Patriarca di Costantinopoli, Costantino Cabasila, fu inviato, quale capo di una numerosa delegazione, al Monastero di Petrion allo scopo di persuadere Teodora ad accettare la co-reggenza con la sorella.
Teodora, ormai abituata alla vita religiosa e non essendo affatto in buoni rapporti con Zoe, rifiutò la proposta ma il patriarca e la folla che lo accompagnava non desistettero ed alla fine imposero ad una furiosa e recalcitrante Teodora di uscire dal luogo sacro: fu scortata alla Basilica di Santa Sofia ove fu incoronata dallo stesso patriarca; quanto a Michele V, ormai abbandonato da tutti, decise di abdicare in favore di Zoe e si rifugiò in un monastero per aver salva la vita insieme al fratello, il megas domestikos Costantino.
Zoe, dopo aver assunto il potere, cercò di costringere la sorella a tornare al suo monastero ma Teodora rifiutò di lasciare Santa Sofia finché non avesse ricevuto il consenso dalla sorella alla co-reggenza. Dopo alcune ore di aspre trattative, Zoe, consapevole del prestigio di Teodora presso la popolazione ed il Senato di Costantinopoli, riconobbe formalmente la co-reggenza. In poco meno di ventiquattr'ore, Teodora fu incoronata basilissa dei romei (imperatrice dei romani) e, quale primo atto, decise di disporre l'arresto del precedente imperatore, Michele V, e del di lui fratello Costantino.
Nonostante la contrarietà di Zoe, Teodora ordinò che entrambi fossero accecati e relegati in un monastero per il resto dei loro giorni. Sebbene ufficialmente Teodora fosse solo imperatrice co-regnante ed il suo trono fosse collocato discosto rispetto a quello di Zoe, in realtà, fu lei la vera forza trainante dietro la gestione congiunta: le due basilisse promulgarono leggi contro la compravendita di cariche, apportarono migliorie all'amministrazione civile e militare, insediarono uomini di valore nei più importanti uffici pubblici ed infine istituirono un tribunale con il compito di indagare sugli abusi di Michele V, che riuscì a recuperare 3.500 libbre d'oro sottratte al tesoro imperiale per mano di Costantino, fratello dell'ex imperatore.
I risultati del governo congiunto furono oggetto di discordia tra gli storici dell'epoca: infatti, secondo Michele Psello fu un fallimento completo, mentre per lo storico Giovanni Scylitzes il governo delle due imperatrici si dimostrò molto coscienzioso, rettificando numerosi degli abusi dei sovrani precedenti.

### Vita durante il regno di Costantino IX

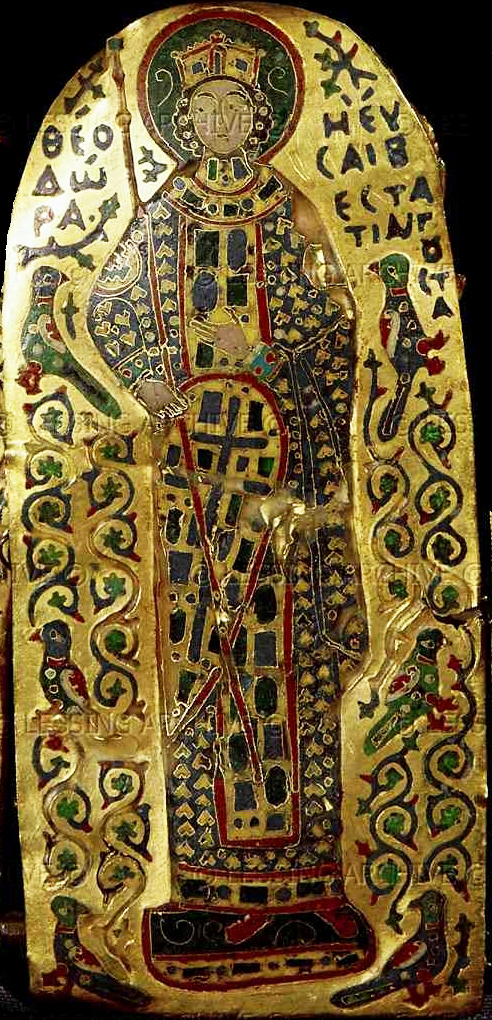
La Basilissa Teodora

Sebbene Teodora e Zoe apparissero insieme in occasione delle riunioni del Senato, o quando davano udienze pubbliche al popolo, fu subito chiaro che il loro regno congiunto era tutt'altro che solido: Zoe, infatti, pur non avendo alcuna ambizione di governo e preferendo dedicarsi ai propri passatempi, non voleva affatto permettere che la sorella governasse l'impero da sola; Teodora, d'altro canto, non aveva dimenticato gli anni in cui fu sottoposta a sorveglianza.
Il contrasto tra Zoe e Teodora crebbe e presto la corte si divise in due fazioni: dopo alcuni mesi di tensione, Zoe decise di sposarsi per la terza ed ultima volta (il quarto matrimonio era illecito secondo le norme della Chiesa ortodossa) solamente per impedire a Teodora la possibilità di aumentare la sua già grande influenza, grazie alle sue ben evidenti doti di governo. La prima scelta di Zoe cadde su Costantino Dalassenos, che era stato a suo tempo la prima scelta del padre, Costantino VIII, ma fu presto scartato in cagione del suo carattere orgoglioso e volitivo.
La sua successiva opzione fu quella di sposare Costantino Atroklines, un funzionario del tribunale, con il quale si diceva che avesse avuto una relazione durante il regno con Romano III ma egli morì pochi giorni prima del matrimonio in circostanze sospette; finalmente, Zoe si ricordò di Costantino Monomachos, un altro ex-amante, ormai sessantenne. I due si sposarono l'11 giugno 1042, senza la partecipazione del Patriarca Alessio I di Costantinopoli, che si rifiutò di officiare un terzo matrimonio (per entrambi i coniugi) ed il giorno dopo Costantino fu ufficialmente proclamato imperatore insieme alla moglie Zoe e sua sorella Teodora e presto, anche con l'appoggio della moglie, Zoe, assunse su di sé l'amministrazione dello Stato.
Durante il regno di Costantino, Teodora fu esclusa dal governo dell'Impero ma conservò comunque una notevole influenza a corte, come dimostra il suo ordine di arresto a carico di Giovanni l'Orfanotrofo, ministro durante il regno di Romano III, Michele IV (di cui era fratello) e Michele V e che all'epoca viveva in esilio. In ogni caso, il matrimonio di Zoe con Costantino IX era solo una questione politica, tanto che l'imperatrice sopportò il fatto che le varie amanti del marito Costantino, tra le quali la sua favorita Maria Scleraina, presenziassero a feste e banchetti insieme a loro.[2]
Invece, agli occhi del popolo, fortemente affezionato alle due imperatrici, il trattamento preferenziale di Costantino IX per la sua amante Scleraina era uno scandalo e ben presto cominciò a diffondersi la voce che Maria stava progettando di uccidere sia Zoe che Teodora per diventare basilissa al loro posto. Nel 1044, lo scontento popolare esplose mentre l'imperatore era impegnato in una processione religiosa per le vie della Capitale: Costantino IX fu attaccato da una folla inferocita che intendeva linciarlo e, rifugiatosi a stento a palazzo, dovette chiedere alla moglie e a Teodora di rassicurare la folla del fatto di non essere in pericolo di assassinio. Solo allora, la folla si disperse pacificamente.

### Ritorno al potere
Zoe morì nel 1050 e Costantino IX l'11 gennaio 1055. Mentre Costantino era sul letto di morte, fu convinto dai suoi consiglieri, soprattutto dal logotetes tou dromou (logoteta della flotta) Giovanni, di ignorare i diritti imperiali di Teodora e passare il trono al doux (duca) del Thema di Bulgaria, Niceforo Proteuon. Tuttavia, i loro piani furono anticipati da Teodora che, nonostante i suoi 75 anni di età, ribadì con forza i suoi diritti per governare l'impero: rientrata a Costantinopoli, convocò il Senato e fu proclamata nuovamente "Imperatrice" dalla guardia imperiale, poco prima della morte di Costantino.
Fece svolgere poi un'epurazione di funzionari di alto livello e dei generali delle grandi unità militari; Niceforo Briennio, che gestiva il tagmata occidentale e coltivava ambizioni al trono, fu prosciolto dall'incarico, bandito da corte, e, per ordine dell'imperatrice, perse ogni proprietà terriera, insieme a molti suoi presunti sostenitori. Il suo secondo regno cominciò ove si era arrestato il primo: esercitò un governo risoluto, sottopose la nobiltà ad uno stretto controllo, punì con estrema durezza ogni abuso nella amministrazione. Tuttavia, indebolì la sua reputazione per l'eccessiva severità verso i nemici privati e per un certo favoritismo riservato a cortigiani a lei fedeli, compreso il suo influente ministro Leone Paraspondilo: sostituì diversi ufficiali e magistrati con eunuchi di corte e, temendone l'ascendente, preferì rimpiazzare diversi comandanti militari, taluni anche abili, come Isacco Comneno, con funzionari di rango minore.
Determinata ad accentrare il più possibile il potere nelle proprie mani, Teodora iniziò a presiedere di persona le riunioni del Senato, intervenne spesso nei più importanti dibattimenti giudiziari e, al fine di ridimensionare l'influenza del patriarca Cerulario, nominò di persona numerosi ecclesiastici; tale condotta creò forti contrasti con la chiesa e con lo stesso patriarca, il quale, riteneva che tali doveri non potessero spettare ad una donna ma l'imperatrice non tenne in alcun conto delle obiezioni di Cerulario.
Ricevette una missione dal papa Vittore II e intraprese trattative che non ebbero l'effetto sperato. Inevitabilmente, la fazione di Leo Paraspondylos era interessata a mantenere il controllo del governo attraverso l'imperatrice, sempre più anziana, mentre il patriarca Michele Cerulario consigliava a Teodora di trovare qualcuno capace affinché si associasse a lei, attraverso il matrimonio, in modo che le avrebbe garantito la successione. L'imperatrice, in ogni caso, rifiutò caparbiamente di prendere marito.

### Morte e successione
Teodora si ammalò gravemente con un disturbo intestinale verso la fine di agosto 1056. Non avendo né figli né parenti in vita, l'imperatrice, su consiglio del proprio ministro Paraspondilo, decise di adottare quale figlio e successore il ministro delle finanze militari (logothetēs toū stratiōtikou - λογοθέτης τοῦ στρατιωτικοῦ) Michele Bringa: sperando ancora di recuperare la sua salute, Teodora fece giurare al suo successore prescelto, che avrebbe sempre obbedito ai suoi ordini, fintanto che lei era in vita. Poco dopo, il 31 agosto 1056, Teodora morì: con lei si spense la Dinastia macedone che aveva governato l'Impero Bizantino per 189 anni.

L'imperatrice Teodora.
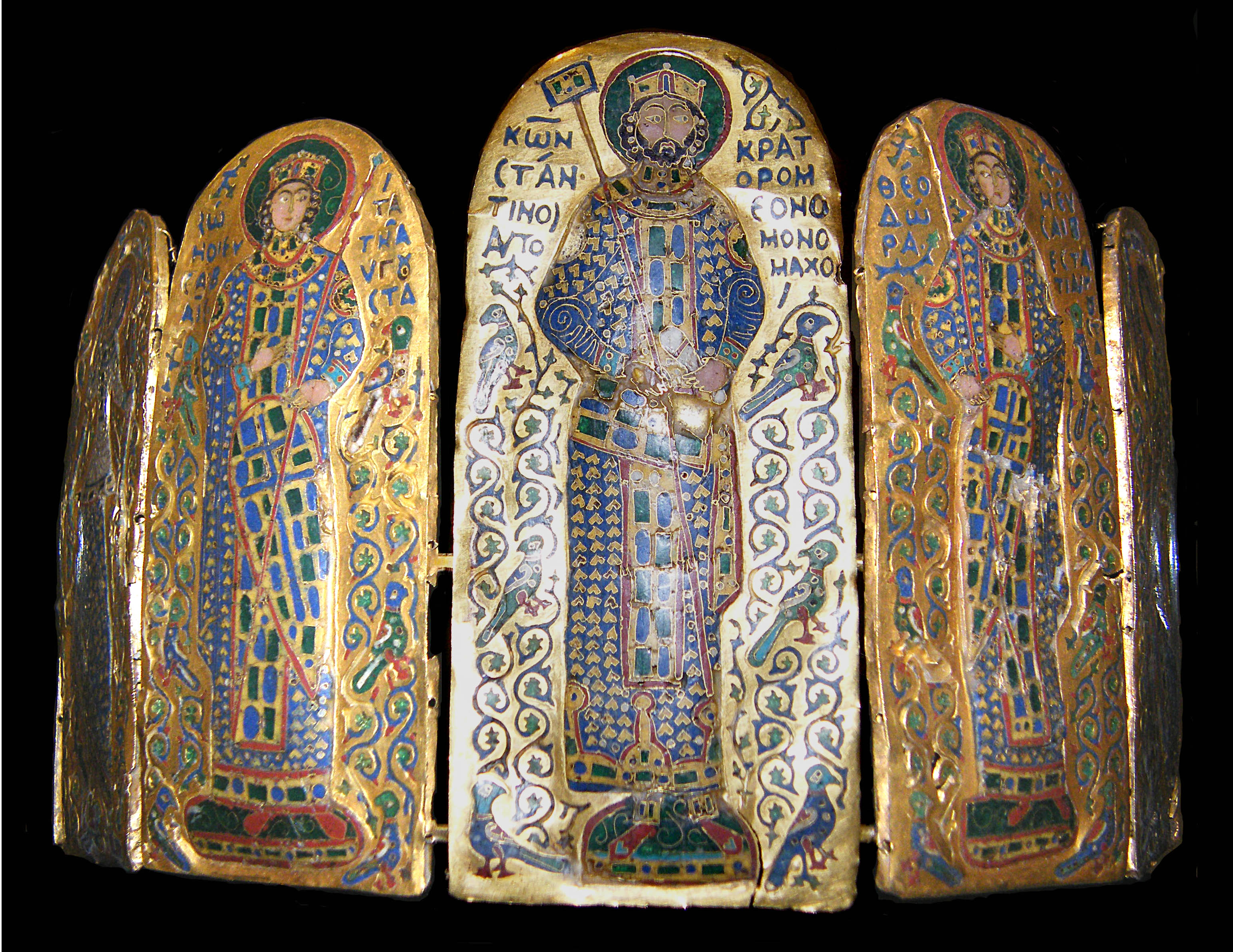
La Corona di Costantino IX Monomaco, dove sono rappresentate anche Zoe e Teodora.
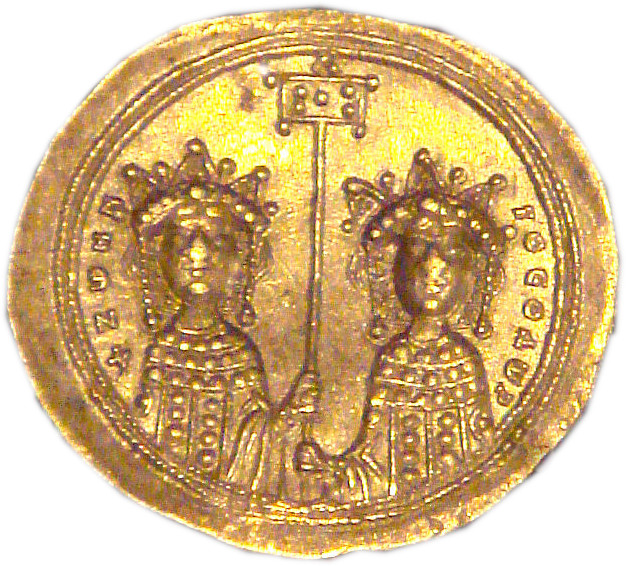
Histamenon di Zoe, insieme a Teodora.

## Ascendenza
|                       |   |                  | Genitori          |  |  | Nonni |  |  | Bisnonni                     |  |  | Trisnonni          |  |
|                       |   |                  |                   |  |  |       |  |  | Costantino VII Porfirogenito |  |  | Leone VI il Saggio |  |
|                       |   |                  |                   |  |  |       |  |  | Costantino VII Porfirogenito |  |  | Leone VI il Saggio |  |
|                       |   | Zoe Carbonopsina |                   |  |  |       |  |  | Costantino VII Porfirogenito |  |  |                    |  |
| Romano II             |   |                  |                   |  |  |       |  |  | Costantino VII Porfirogenito |  |  |                    |  |
|                       |   | Elena Lecapena   | Romano I Lecapeno |  |  |       |  |  |                              |  |  |                    |  |
|                       |   | Elena Lecapena   | Romano I Lecapeno |  |  |       |  |  |                              |  |  |                    |  |
|                       |   | Elena Lecapena   | Teodora           |  |  |       |  |  |                              |  |  |                    |  |
| Costantino VIII       |   | Elena Lecapena   |                   |  |  |       |  |  |                              |  |  |                    |  |
|                       |   | …                | …                 |  |  |       |  |  |                              |  |  |                    |  |
|                       |   | …                | …                 |  |  |       |  |  |                              |  |  |                    |  |
|                       |   | …                | …                 |  |  |       |  |  |                              |  |  |                    |  |
| Teofano               |   | …                |                   |  |  |       |  |  |                              |  |  |                    |  |
|                       |   | …                | …                 |  |  |       |  |  |                              |  |  |                    |  |
|                       |   | …                | …                 |  |  |       |  |  |                              |  |  |                    |  |
|                       |   | …                | …                 |  |  |       |  |  |                              |  |  |                    |  |
| Teodora Porfirogenita |   | …                |                   |  |  |       |  |  |                              |  |  |                    |  |
|                       | … | …                |                   |  |  |       |  |  |                              |  |  |                    |  |
|                       | … | …                |                   |  |  |       |  |  |                              |  |  |                    |  |
|                       | … | …                |                   |  |  |       |  |  |                              |  |  |                    |  |
| …                     | … |                  |                   |  |  |       |  |  |                              |  |  |                    |  |
|                       |   | …                | …                 |  |  |       |  |  |                              |  |  |                    |  |
|                       |   | …                | …                 |  |  |       |  |  |                              |  |  |                    |  |
|                       |   | …                | …                 |  |  |       |  |  |                              |  |  |                    |  |
| Elena Alipia          |   | …                |                   |  |  |       |  |  |                              |  |  |                    |  |
|                       |   | …                | …                 |  |  |       |  |  |                              |  |  |                    |  |
|                       |   | …                | …                 |  |  |       |  |  |                              |  |  |                    |  |
|                       |   | …                | …                 |  |  |       |  |  |                              |  |  |                    |  |
| …                     |   | …                |                   |  |  |       |  |  |                              |  |  |                    |  |
|                       |   | …                | …                 |  |  |       |  |  |                              |  |  |                    |  |
|                       |   | …                | …                 |  |  |       |  |  |                              |  |  |                    |  |
|                       |   | …                | …                 |  |  |       |  |  |                              |  |  |                    |  |
|                       |   | …                |                   |  |  |       |  |  |                              |  |  |                    |  |